# Anita – Tänze des Lasters
Anita – Tänze des Lasters ist ein deutscher Spielfilm von Rosa von Praunheim aus dem Jahre 1987 über das Leben von Anita Berber mit Lotti Huber in der Hauptrolle.

## Handlung
Eine im besten Sinne „verrückte“ alte Frau – gespielt von Lotti Huber als brillant komische Knalltüte – entblößt auf der Straße ihr Hinterteil und behauptet, die längst verstorbene Nackttanz-Ikone Anita Berber zu sein, die in den 1920er Jahren für viele Skandale sorgte. Daraufhin wird sie in die Psychiatrie gebracht. Den Alltag dort meistert sie mit frechem Witz, unverschämten Anarcho-Sprüchen und ungebremster Lebenskraft. Dazwischen wähnt sie sich in Rückblenden als junge Anita – dargestellt von Ina Blum – in einer Otto Dix und George-Grosz-Bildern nachempfundenen Szenerie lustgieriger Voyeure und Verehrer. Anitas Liebe gilt aber dem Tänzer Sebastian Droste – gespielt von Mikael Honesseau. Der Film zeigt die Gegenwart in Schwarz-Weiß und die Rückblenden in Farbe.

## Notizen
In Deutschland wurde der TV- und Kinofilm zum ersten Mal 1988 bei der Berlinale gezeigt; Anita – Tänze des Lasters wurde international ausgewertet. Uraufgeführt wurde der Film 1987 beim New York Film Festival, wo er als Publikumsliebling von der Presse bejubelt wurde. Im Fernsehen wurde der Film erstmals 1989 im ZDF ausgestrahlt.

## Rezeption
Der Film wurde ein internationaler Erfolg auf Festivals und in Arthouse-Kinos. An guten Kritiken und Bewertungen fehlte es nicht: „Dieser Hit des New York Film Festivals ist eine Studie über Dekadenz, Wahnsinn und Kitsch.“ (Cleveland International Film Festival){ „Anita – Tänze des Lasters ist eine Feier der Unbezähmbarkeit des wahrhaft freien menschlichen Geistes.“ (Los Angeles Times) „Ein faszinierender Bilder-Alptraum.“ (Süddeutsche Zeitung) „[...] von Praunheims Film, visuell verblüffend und mit höchst unterhaltsamen Ausdrucksvermögen vorgetragen, ist ein berauschender Beleg für die Kraft der Phantasie.“ (Time Out Magazin) „Unter Rosa von Praunheims Film-Kuriositäten (Unsere Leichen leben noch, Horror Vacui) ist dieses tolldreiste Lustobjekt ein besonders gelungenes Exemplar. Die mit hohem stilistischen Raffinement ineinander verschränkten Lebensläufe zweier Zeitgenossinnen fügen sich zu einem virtuos exzentrischen Lastertraum: Ein Stummfilm-Kunstporno als Schauergroteske und Zeit-Psychogramm. […] Die Anita-Irre ist zwar eine Luxuszicke ohne soziales Gewissen, aber ihre Gier nach exzessiven Leben hat Format: Noch vom Leichentisch schreit die Alte nach einem Taxi. Suff, Drogen, Syphilis und Sado-Sex, totaler Genuss und totaler Ruin: Ein Gruselkabinett voll Komik und Magie.“ (Allgemeine Zeitung Mainz).

## Auszeichnungen
- 1987: Prädikat besonders wertvoll[10]
- 1987: Nominierung für den Gold Hugo beim Chicago International Film Festival[11]
- 1989: Publikumspreis beim Torino Gay & Lesbian International Film Festival[12]